# Операція з давальницькою сировиною у зовнішньоекономічних відносинах
Операція з давальницькою сировиною у зовнішньоекономічних відносинах — операція з перероблення (оброблення, збагачення чи використання) давальницької сировини (незалежно від кількості замовників та виконавців), а також етапів (операцій з перероблення цієї сировини), ввезеної на митну територію України (чи закупленої іноземним замовником за іноземну валюту в Україні) або вивезеної за її межі з метою отримання готової продукції за відповідну плату. До О. д. с. належать операції, в яких сировина замовника, на конкретному етапі її переробки, становить не менше 20 % загальної вартості готової продукції.